# Angie Zapata
Angie Zapata, nata  Justin Brian Zapata (Brighton, 5 agosto 1989 – Greeley, 17 luglio 2008), è stata una donna transessuale statunitense nota per essere stata picchiata a morte da Allen Andrade a Greeley. L'assassino è stato condannato per omicidio e per aver commesso un crimine d'odio, perché la uccise dopo aver appreso che era una transgender. Il caso è stato il primo della nazione ad ottenere come verdetto di colpevolezza quello di crimine d'odio nei confronti di una persona transgender.

## Biografia
Nacque il 5 agosto 1989 a Brighton in Colorado con il nome di Justin Brian Zapata. Aveva tre sorelle ed un fratello più grande. Mostrava atteggiamenti femminili già dall'infanzia e, scoprendosi inoltre attratta dai ragazzi, rivelò la sua identità di genere durante le scuole medie ed all'età di sedici anni iniziò a vivere come una donna adottando il nome "Angie".
All'età di diciotto anni, attraverso il social network MocoSpace, incontrò Allen Andrade, di tredici anni più grande di lei.
Dalle dichiarazioni di Andrade, i due si incontrarono il 15 luglio 2008 e trascorsero tre giorni insieme, durante i quali hanno avuto anche un rapporto sessuale. Andrade scoprì solo dopo che Angie era una transessuale e solo allora l'aggredì, picchiandola con pugni ed addirittura un estintore, fino alla morte. Andrade fu arrestato nei pressi della sua residenza alla guida dell'auto di Angie. Durante il processo, che ha avuto inizio il 16 aprile 2009, la corte ascoltò una telefonata fatta in prigione in cui Andrade dichiarò "gay things must die" (le cose gay devono morire).
Il 22 aprile del 2009, Andrade è stato giudicato colpevole di omicidio di primo grado, crimine d'odio, furto di automobile e d'identità; condannato all'ergastolo senza possibilità di richiedere la libertà condizionale. A partire da ottobre 2015, Andrade sta scontando la sua pena allo Sterling Correctional Facility di Sterling (Colorado).

## Omaggi
- Il gruppo americano Ozomatli, nella loro canzone "Gay Vatos in Love" (2010), fanno riferimento ad Angie Zapata[5].

- Il romanzo della scrittrice Dana De Young, "The Butterfly and the Flame" (2011), è in parte dedicato alla memoria di Angie Zapata.